# Joseph Erlanger
Joseph Erlanger (5. ledna 1874 – 5. prosince 1965) byl americký fyziolog, nositel Nobelovy ceny za fyziologii a lékařství za rok 1944. Byla udělena za objevy v oblasti fyziologie nervové tkáně a spolu s Erlangerem ji získal jeho spolupracovník Herbert Spencer Gasser.
Joseph Erlanger pocházel ze židovské rodiny, která se do USA přistěhovala z Württemberského království. Studoval chemii na Kalifornské univerzitě v Berkeley a poté pokračoval ve studiích medicíny na Univerzitě Johnse Hopkinse na fakultě Johns Hopkins School of Medicine, kde pak pracoval v tamní univerzitní nemocnici a později začal učit. Od roku 1906 byl prvním profesorem fyziologie na Wisconsinské univerzitě v Madisonu a od roku 1910 pak učil na Washingtonské univerzitě v St. Louis. V té době vytvořil výzkumný tým se svým bývalým žákem Herbertem Spencerem Gasserem, s nímž pracoval až do roku 1931. Zprvu se zabývali činností srdce, počátkem 20. let se zaměřili na nervový systém. Díky technice osciloskopického měření malých napětí, kterou vyvinuli, byli schopni jako první popsat změny elektrického potenciálu nervů a stanovit, že rychlost změny nervového potenciálu je úměrná tloušťce nervu.